# Мэйсон-Макфарлан, Фрэнк Ноэль
Фрэнк Ноэль Мэйсон-Макфарлан (англ. Frank Noel Mason-Macfarlane, 23 октября 1889 — 12 августа 1953) — британский генерал-лейтенант.

## Биография
Родился в семье Дэйвида Джеймса Мэйсона (1862—1930) и его жены. После учёбы в королевской военной академии в Вулвиче (1907—1909) на службе в артиллерии. Во время первой мировой служил во Франции, Бельгии и Месопотамии. Женился 14 сентября 1918 года.
Принимал участие в третьей англо-афганской войне (1919—1920), а затем учился в штабном колледже в Кветте. В 1931 году назначен военным атташе в Австрии, и, одновременно, в Чехии и Швейцарии.
В 1937 году назначен военным атташе в Берлине. По рассказу МакФарлана своему биографу, он обдумывал возможность застрелить Адольфа Гитлера из винтовки прямо из окна своего дома на Шарлоттенбургер шоссе, что было вполне выполнимо.
Летом 1939 году отозван из Германии. В 1939—1940 годах — начальник разведки британских экспедиционных сил во Франции.
В июне 1940 года назначен заместителем губернатора Гибралтара. В 1941—1942 годах — глава британской военной миссии в Москве. 30 июня 1941 года был принят В. М. Молотовым. Присутствовал при подписании англо-советского соглашения о совместных действиях в войне против Германии от 12 июля 1941 года. После подписания соглашения Макфарлан долго беседовал со Сталиным.
В записях Н. И. Бирюкова за 1 декабря 1941 значится встреча с Макфарланом.
В июне 1942 года на посту начальника британской миссии в Москве его сменяет Джеффри Майлс, а Макфарлан получает назначение губернатором и главнокомандующим британскими силами в Гибралтаре. В 1944—1945 годах — комиссар в союзнической контрольной комиссии по Италии.
В 1945 году в связи с ухудшением здоровья вышел в отставку. Был избран депутатом парламента. Умер в 1953 году.

## Награды
- Орден «За выдающиеся заслуги»
- Орден Бани (Cb, 1939)
- Орден Бани (KCB, 1943)